# Homonota darwinii darwinii
El gecko de Darwin (Homonota darwinii darwinii) es una de las 2 subespecies de lagartos gekónidos que integran la especie Homonota darwinii. Este taxón subespecífico nominal es un saurio de hábitos nocturnos y de dieta insectívora que habita en ambientes áridos en el sur de Sudamérica.

## Taxonomía
Este taxón fue descrito originalmente en el año 1885 por el biólogo belga - inglés George Albert Boulenger.
Localidad tipo
La localidad tipo es: Puerto Deseado. El ejemplar holotipo fue depositado en el Museo de Historia Natural de Londres (BMNH).
Etimología
Etimológicamente el término genérico Homonota deriva de las palabras en idioma griego homos que significa ‘uniforme’, ‘mismo’, ‘similar’ y notos que se traduce como ‘dorso’ o ‘espalda’. El nombre específico y subespecífico darwinii honra el apellido del naturalista inglés Charles Darwin, quien 50 años antes había capturado el ejemplar tipo en la costa santacruceña de la Patagonia árida, durante su célebre viaje sobre el bergantín “Beagle”.

## Distribución, hábitat y subespecies

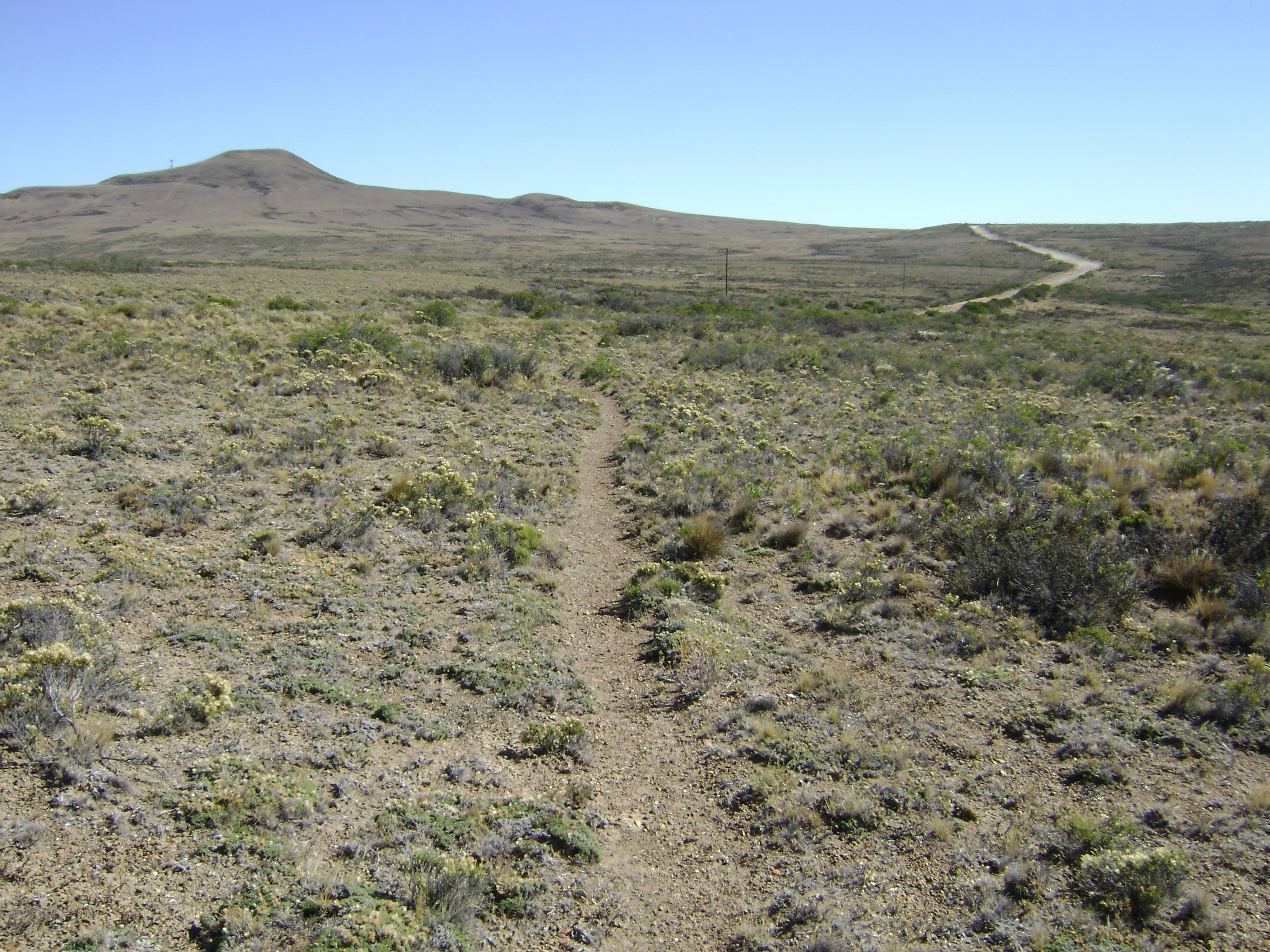
Estepa desértica en la costa patagónica; un ejemplo del hábitat de esta subespecie.

Homonota darwinii' darwinii es un endemismo de la Argentina. Es un reptil característico de la Patagonia oriental, encontrándose desde la provincia de Mendoza (dique El Nihuil), el oeste de La Pampa, siguiendo por Río Negro, Neuquén y Chubut, hasta el sur de Santa Cruz.

## Características
Homonota darwinii darwinii es un lagarto saxícolo, terrestre y nocturno, el cual mide algo más de 100 mm de largo total. Durante el día se refugia bajo piedras.
Como estrategia para huir de sus depredadores emplea la táctica de la autotomía, además de emitir vocalizaciones. Se reproduce de manera ovípara, colocando un huevo por verano, el cual es de color blanco.
Posee un patrón cromático dorsal consistente en tonos generales grisáceos o anteados claros sobre el cual exhibe un reticulado oscuro el cual delimita manchas claras pudiendo estas formar una banda clara central longitudinal, sin embargo hay poblaciones más oscuras y otras más claras. 
H. d. darwinii se diferencia de la otra subespecie (Homonota darwinii macrocephala Cei, 1978), y de otras especies del género Homonota, por una combinación de caracteres diagnósticos:
- Tamaño: es mayor, con una longitud entre hocico y cloaca promedio de 55 mm, mientras que el promedio de la salteña es de 40 mm (con extremos de 33 a 47 mm en 10 ejemplares adultos);
- Cabeza: es proporcionalmente menos robusta, corta (21,04 a 23,4 % del largo del cuerpo (contra 24,7 a 28,7 % en la salteña);
- Ojo: Diámetro menor;
- Hocico: es menos rechoncho y breve;
- Escamas quilladas en el dorso: mayor cantidad;
- Escamas suprainfalabiales: las poblaciones más próximas a la forma salteña -las de Mendoza- poseen 6 a 8, siendo 5 a 6 en H. d. macrocephala (número similar a las de las poblaciones patagónicas);
- Coloración ventral: blanco inmaculado (contra la salteña que posee una base blancuzca con escamado pigmentado, lo que le otorga una apariencia grisácea).